# Grand Prix de Voleibol de 1996
O Grand Prix de Voleibol de 1996 foi a quarta edição do torneio feminino de voleibol organizado pela Federação Internacional FIVB. Foi disputado por oito países entre 30 de agosto e 29 de setembro. A Fase Final foi realizada em Xangai, na China.
O Brasil conquistou o seu segundo título por somar mais pontos na fase final.

## Equipes participantes
Equipes que participaram da edição 1996 do Grand Prix
- Brasil
- China
- Coreia do Sul
- Cuba
- Estados Unidos
- Japão
- Países Baixos
- Rússia

## Primeira Rodada

### Grupo A - Sendai
| Pos | Equipe | Pts | V | D | SP | SC | SA    |
| --- | ------ | --- | - | - | -- | -- | ----- |
| 1   | China  | 5   | 2 | 1 | 7  | 5  | 1,400 |
| 2   | Cuba   | 5   | 2 | 1 | 6  | 5  | 1,200 |
| 3   | Rússia | 5   | 2 | 1 | 7  | 6  | 1,166 |
| 4   | Japão  | 3   | 0 | 3 | 4  | 9  | 0,444 |

PTS - pontos, J - jogos, V - vitórias, D - derrotas, SP - sets pró, SC - sets contra, SA - set average
| Data  | Jogo   | Jogo | Jogo   | Parciais | Parciais | Parciais | Parciais | Parciais |
| Data  | Jogo   | Jogo | Jogo   | 1        | 2        | 3        | 4        | 5        |
| ----- | ------ | ---- | ------ | -------- | -------- | -------- | -------- | -------- |
| 30/08 | China  | 3-0  | Cuba   | 15-13    | 15-8     | 15-12    | -        | -        |
| 30/08 | Rússia | 3-1  | Japão  | 10-15    | 15-12    | 15-9     | 15-11    | -        |
| 31/08 | Cuba   | 3-1  | Rússia | 5-15     | 15-11    | 15-10    | 15-12    | -        |
| 31/08 | Japão  | 2-3  | China  | 15-10    | 12-15    | 10-15    | 15-9     | 11-15    |
| 1/09  | Rússia | 3-1  | China  | 15-13    | 3-15     | 15-9     | 15-12    | -        |
| 1/09  | Cuba   | 3-1  | Japão  | 15-11    | 12-15    | 15-8     | 15-13    | -        |

### Grupo B - Jacarta
| Pos | Equipe         | Pts | V | D | SP | SC | SA    |
| --- | -------------- | --- | - | - | -- | -- | ----- |
| 1   | Brasil         | 6   | 3 | 0 | 9  | 2  | 4,500 |
| 2   | Estados Unidos | 4   | 1 | 2 | 7  | 8  | 0,875 |
| 3   | Coreia do Sul  | 4   | 1 | 2 | 5  | 7  | 0,714 |
| 4   | Países Baixos  | 4   | 1 | 2 | 4  | 8  | 0,500 |

PTS - pontos, J - jogos, V - vitórias, D - derrotas, SP - sets pró, SC - sets contra, SA - set average
| Data  | Jogo           | Jogo | Jogo           | Parciais | Parciais | Parciais | Parciais | Parciais |
| Data  | Jogo           | Jogo | Jogo           | 1        | 2        | 3        | 4        | 5        |
| ----- | -------------- | ---- | -------------- | -------- | -------- | -------- | -------- | -------- |
| 30/08 | Países Baixos  | 3-2  | Estados Unidos | 16-17    | 15-9     | 5-15     | 15-13    | 15-9     |
| 30/08 | Coreia do Sul  | 0-3  | Brasil         | 16-17    | 14-16    | 7-15     | -        | -        |
| 31/08 | Estados Unidos | 3-2  | Coreia do Sul  | 10-15    | 9-15     | 15-12    | 15-11    | 15-12    |
| 31/08 | Brasil         | 3-0  | Países Baixos  | 15-9     | 15-13    | 15-7     | -        | -        |
| 1/09  | Coreia do Sul  | 3-1  | Países Baixos  | 15-9     | 15-10    | 13-15    | 15-4     | -        |
| 1/09  | Brasil         | 3-2  | Estados Unidos | 15-5     | 11-15    | 9-15     | 15-9     | 15-12    |

## Segunda Rodada

### Grupo C - Osaka
| Pos | Equipe         | Pts | V | D | SP | SC | SA    |
| --- | -------------- | --- | - | - | -- | -- | ----- |
| 1   | Estados Unidos | 6   | 3 | 0 | 9  | 3  | 3,000 |
| 2   | Brasil         | 5   | 2 | 1 | 8  | 6  | 1,333 |
| 3   | Rússia         | 4   | 1 | 2 | 4  | 6  | 0,666 |
| 4   | Japão          | 3   | 0 | 3 | 3  | 9  | 0,333 |

PTS - pontos, J - jogos, V - vitórias, D - derrotas, SP - sets pró, SC - sets contra, SA - set average
| Data | Jogo           | Jogo | Jogo           | Parciais | Parciais | Parciais | Parciais | Parciais |
| Data | Jogo           | Jogo | Jogo           | 1        | 2        | 3        | 4        | 5        |
| ---- | -------------- | ---- | -------------- | -------- | -------- | -------- | -------- | -------- |
| 6/09 | Estados Unidos | 3-2  | Brasil         | 15-8     | 10-15    | 5-15     | 15-7     | 15-9     |
| 6/09 | Japão          | 0-3  | Rússia         | 6-15     | 5-15     | 11-15    | -        | -        |
| 7/09 | Rússia         | 0-3  | Estados Unidos | 10-15    | 13-15    | 13-15    | -        | -        |
| 7/09 | Brasil         | 3-2  | Japão          | 15-2     | 7-15     | 15-9     | 15-17    | 15-8     |
| 8/09 | Brasil         | 3-1  | Rússia         | 16-14    | 14-16    | 15-5     | 15-13    | -        |
| 8/09 | Estados Unidos | 3-1  | Japão          | 15-9     | 9-15     | 15-4     | 15-7     | -        |

### Grupo D - Pequim
| Pos | Equipe        | Pts | V | D | SP | SC | SA    |
| --- | ------------- | --- | - | - | -- | -- | ----- |
| 1   | Cuba          | 6   | 3 | 0 | 9  | 0  | MAX   |
| 2   | China         | 5   | 2 | 1 | 6  | 5  | 1,200 |
| 3   | Coreia do Sul | 4   | 1 | 2 | 5  | 6  | 0,833 |
| 4   | Países Baixos | 3   | 0 | 3 | 0  | 9  | 0     |

PTS - pontos, J - jogos, V - vitórias, D - derrotas, SP - sets pró, SC - sets contra, SA - set average
| Data | Jogo          | Jogo | Jogo          | Parciais | Parciais | Parciais | Parciais | Parciais |
| Data | Jogo          | Jogo | Jogo          | 1        | 2        | 3        | 4        | 5        |
| ---- | ------------- | ---- | ------------- | -------- | -------- | -------- | -------- | -------- |
| 6/09 | Cuba          | 3-0  | Coreia do Sul | 16-14    | 15-12    | 15-3     | -        | -        |
| 6/09 | China         | 3-0  | Países Baixos | 15-2     | 15-5     | 15-7     | -        | -        |
| 7/09 | Países Baixos | 0-3  | Cuba          | 5-15     | 7-15     | 4-15     | -        | -        |
| 7/09 | Coreia do Sul | 2-3  | China         | 16-14    | 7-15     | 15-13    | 9-15     | 9-15     |
| 8/09 | Coreia do Sul | 3-0  | Países Baixos | 15-11    | 15-6     | 17-16    | -        | -        |
| 8/09 | Cuba          | 3-0  | China         | 15-3     | 15-10    | 15-10    | -        | -        |

## Terceira Rodada

### Grupo E - Honolulu
| Pos | Equipe         | Pts | V | D | SP | SC | SA    |
| --- | -------------- | --- | - | - | -- | -- | ----- |
| 1   | Cuba           | 6   | 3 | 0 | 9  | 1  | 9,000 |
| 2   | Estados Unidos | 4   | 1 | 2 | 5  | 7  | 0,714 |
| 3   | Países Baixos  | 4   | 1 | 2 | 4  | 6  | 0,666 |
| 4   | Japão          | 4   | 1 | 2 | 4  | 8  | 0,500 |

PTS - pontos, J - jogos, V - vitórias, D - derrotas, SP - sets pró, SC - sets contra, SA - set average
| Data  | Jogo           | Jogo | Jogo           | Parciais | Parciais | Parciais | Parciais | Parciais |
| Data  | Jogo           | Jogo | Jogo           | 1        | 2        | 3        | 4        | 5        |
| ----- | -------------- | ---- | -------------- | -------- | -------- | -------- | -------- | -------- |
| 13/09 | Cuba           | 3-1  | Japão          | 15-3     | 15-13    | 7-15     | 15-8     | -        |
| 13/09 | Estados Unidos | 3-1  | Países Baixos  | 13-15    | 15-0     | 15-12    | 15-9     | -        |
| 14/09 | Países Baixos  | 0-3  | Cuba           | 9-15     | 10-15    | 5-15     | -        | -        |
| 14/09 | Japão          | 3-2  | Estados Unidos | 15-9     | 6-15     | 10-15    | 16-14    | 15-8     |
| 15/09 | Países Baixos  | 3-0  | Japão          | 15-12    | 15-13    | 16-14    | -        | -        |
| 15/09 | Cuba           | 3-0  | Estados Unidos | 15-10    | 15-13    | 15-4     | -        | -        |

### Grupo F - Macau
| Pos | Equipe        | Pts | V | D | SP | SC | SA    |
| --- | ------------- | --- | - | - | -- | -- | ----- |
| 1   | China         | 6   | 3 | 0 | 9  | 4  | 2,250 |
| 2   | Brasil        | 5   | 2 | 1 | 7  | 4  | 1,750 |
| 3   | Rússia        | 4   | 1 | 2 | 6  | 6  | 1,000 |
| 4   | Coreia do Sul | 3   | 0 | 3 | 1  | 9  | 0,111 |

PTS - pontos, J - jogos, V - vitórias, D - derrotas, SP - sets pró, SC - sets contra, SA - set average
| Data  | Jogo          | Jogo | Jogo          | Parciais | Parciais | Parciais | Parciais | Parciais |
| Data  | Jogo          | Jogo | Jogo          | 1        | 2        | 3        | 4        | 5        |
| ----- | ------------- | ---- | ------------- | -------- | -------- | -------- | -------- | -------- |
| 13/09 | Brasil        | 3-1  | Rússia        | 14-16    | 15-10    | 15-7     | 15-12    | -        |
| 13/09 | China         | 3-1  | Coreia do Sul | 15-6     | 16-14    | 11-15    | 15-5     | -        |
| 14/09 | Coreia do Sul | 0-3  | Brasil        | 2-15     | 12-15    | 5-15     | -        | -        |
| 14/09 | Rússia        | 2-3  | China         | 2-15     | 8-15     | 15-13    | 15-13    | 11-15    |
| 15/09 | Rússia        | 3-0  | Coreia do Sul | 17-15    | 15-12    | 15-10    | -        | -        |
| 15/09 | China         | 3-1  | Brasil        | 15-7     | 14-16    | 15-7     | 15-12    | -        |

## Quarta Rodada

### Grupo G - Taipei
| Pos | Equipe        | Pts | V | D | SP | SC | SA    |
| --- | ------------- | --- | - | - | -- | -- | ----- |
| 1   | Cuba          | 6   | 3 | 0 | 9  | 0  | MAX   |
| 2   | Brasil        | 5   | 2 | 1 | 6  | 4  | 1,500 |
| 3   | Coreia do Sul | 4   | 1 | 2 | 4  | 6  | 0,666 |
| 4   | Japão         | 3   | 0 | 3 | 0  | 9  | 0     |

PTS - pontos, J - jogos, V - vitórias, D - derrotas, SP - sets pró, SC - sets contra, SA - set average
| Data  | Jogo          | Jogo | Jogo          | Parciais | Parciais | Parciais | Parciais | Parciais |
| Data  | Jogo          | Jogo | Jogo          | 1        | 2        | 3        | 4        | 5        |
| ----- | ------------- | ---- | ------------- | -------- | -------- | -------- | -------- | -------- |
| 20/09 | Cuba          | 3-0  | Coreia do Sul | 15-13    | 15-12    | 15-10    | -        | -        |
| 20/09 | Brasil        | 3-0  | Japão         | 15-7     | 15-8     | 15-10    | -        | -        |
| 21/09 | Brasil        | 3-1  | Coreia do Sul | 15-8     | 8-15     | 15-8     | 15-12    | -        |
| 21/09 | Cuba          | 3-0  | Japão         | 15-13    | 15-11    | 15-12    | -        | -        |
| 22/09 | Coreia do Sul | 3-0  | Japão         | 15-3     | 15-12    | 15-13    | -        | -        |
| 22/09 | Cuba          | 3-0  | Brasil        | 15-2     | 15-8     | 16-14    | -        | -        |

### Grupo H - Hong Kong
| Pos | Equipe         | Pts | V | D | SP | SC | SA    |
| --- | -------------- | --- | - | - | -- | -- | ----- |
| 1   | Rússia         | 6   | 3 | 0 | 9  | 2  | 4,500 |
| 2   | Estados Unidos | 5   | 2 | 1 | 7  | 6  | 1,166 |
| 3   | China          | 4   | 1 | 2 | 4  | 6  | 0,666 |
| 4   | Países Baixos  | 3   | 0 | 3 | 1  | 9  | 0,111 |

PTS - pontos, J - jogos, V - vitórias, D - derrotas, SP - sets pró, SC - sets contra, SA - set average
| Data  | Jogo           | Jogo | Jogo           | Parciais | Parciais | Parciais | Parciais | Parciais |
| Data  | Jogo           | Jogo | Jogo           | 1        | 2        | 3        | 4        | 5        |
| ----- | -------------- | ---- | -------------- | -------- | -------- | -------- | -------- | -------- |
| 20/09 | Rússia         | 3-1  | Estados Unidos | 15-13    | 12-15    | 15-6     | 15-10    | -        |
| 20/09 | China          | 3-0  | Países Baixos  | 15-7     | 15-4     | 15-6     | -        | -        |
| 21/09 | Estados Unidos | 3-1  | Países Baixos  | 15-8     | 15-9     | 14-16    | 15-10    | -        |
| 21/09 | Rússia         | 3-1  | China          | 15-8     | 15-9     | 16-17    | 15-1     | -        |
| 22/09 | Rússia         | 3-0  | Países Baixos  | 15-12    | 15-12    | 15-10    | -        | -        |
| 22/09 | Estados Unidos | 3-2  | China          | 15-11    | 11-15    | 16-14    | 11-15    | 15-12    |

## Classificação da Primeira Fase
|    | Equipes        | Pts | J  | V  | D  | SP | SC | SA    |
| -- | -------------- | --- | -- | -- | -- | -- | -- | ----- |
| 1. | Cuba           | 23  | 12 | 11 | 1  | 33 | 6  | 5,500 |
| 2. | Brasil         | 21  | 12 | 9  | 3  | 30 | 16 | 1,875 |
| 3. | China          | 20  | 12 | 8  | 4  | 28 | 20 | 1,400 |
| 4. | Rússia         | 19  | 12 | 7  | 5  | 26 | 19 | 1,368 |
| 5. | Estados Unidos | 19  | 12 | 7  | 5  | 28 | 24 | 1,166 |
| 6. | Coreia do Sul  | 15  | 12 | 3  | 9  | 15 | 28 | 0,535 |
| 7. | Países Baixos  | 14  | 12 | 2  | 10 | 9  | 32 | 0,281 |
| 8. | Japão          | 13  | 12 | 1  | 11 | 11 | 35 | 0,314 |

## Fase final
A fase final do Grand Prix 1996 foi disputado na cidade de Xangai entre os dias 27/09 e 29/09.
| Data  | Jogo   | Jogo | Jogo   | Parciais | Parciais | Parciais | Parciais | Parciais |
| Data  | Jogo   | Jogo | Jogo   | 1        | 2        | 3        | 4        | 5        |
| ----- | ------ | ---- | ------ | -------- | -------- | -------- | -------- | -------- |
| 27/09 | Brasil | 3-2  | Cuba   | 15-7     | 15-9     | 9-15     | 7-15     | 15-10    |
| 27/09 | Rússia | 3-0  | China  | 15-5     | 15-12    | 15-7     | -        | -        |
| 28/09 | Cuba   | 3-2  | Rússia | 13-15    | 8-15     | 15-9     | 15-6     | 17-15    |
| 28/09 | Brasil | 3-2  | China  | 13-15    | 15-11    | 15-5     | 15-17    | 15-9     |
| 29/09 | Brasil | 3-2  | Rússia | 13-15    | 12-15    | 15-6     | 15-2     | 16-14    |
| 29/09 | Cuba   | 3-1  | China  | 15-5     | 15-8     | 6-15     | 15-13    | -        |

| Pos | Equipe | Pts | V | D | SP | SC | SA    |
| --- | ------ | --- | - | - | -- | -- | ----- |
| 1   | Brasil | 6   | 3 | 0 | 9  | 6  | 1,500 |
| 2   | Cuba   | 5   | 2 | 1 | 8  | 6  | 1,333 |
| 3   | Rússia | 4   | 1 | 2 | 7  | 6  | 1,166 |
| 4   | China  | 3   | 0 | 3 | 3  | 9  | 0,333 |

## Classificação Final
| #      | Equipe         |
| ------ | -------------- |
| Gold   | Brasil         |
| Silver | Cuba           |
| Bronze | Rússia         |
| 4.     | China          |
| 5.     | Estados Unidos |
| 6.     | Coreia do Sul  |
| 7.     | Países Baixos  |
| 8.     | Japão          |

## Prêmios individuais
| MVP (Most Valuable Player) | Leila Barros        | Brasil |
| Melhor ataque              | Ana Ibis Fernández  | Cuba   |
| Melhor bloqueio            | Yang Li             | China  |
| Melhor saque               | Ana Flávia Sanglard | Brasil |
| Melhor defesa              | Tatyana Gracheva    | Rússia |